# Art of Dying
Art Of Dying är ett kanadensiskt rockband från Vancouver som grundades år 2004 av sångaren Jonny Hetherington och gitarristen Greg Bradley. Kort senare gick även kompgitarristen Chris Witoski, basisten Matt Rhode och trummisen Flavio Cirillo med i bandet.

## Medlemmar

### Nuvarande
- Jonny Hetherington - sång (2004-)
- Cody Watkins - trummor, bakgrundssång (2016-)
- Cale Gontier - bas, bakgrundssång (2008-)
- Tavis Stanley - bakgrundssång, kompgitarr (2008-), sologitarr (2015-)

### Tidigare medlemmar
- Chris Witoski - kompgitarr (2004-2008)
- Matt Rhode - bas (2004-2008)
- Flavio Cirillo - trummor (2004-2008)
- Greg Bradley - sologitarr (2004-2015)
- Jeff Brown - trummor (2008-2016)

## Diskografi

### Studioalbum
- Art of Dying (Thorny Bleeder Records) - 2006
- Vices and Virtues (Reprise Records) - 2011
- Let the Fire Burn (Thorny Bleeder Records) - 2012
- Rise Up (Better Noise Records, Eleven Seven Music) - 2015
- Armageddon (Vices and Virtues Music) - 2019

### EP
- Get Through This (Revolver Records) - 2007
- Rise Up (Better Noise Records) - 2015
- Nevermore (Vices and Virtues Music) - 2016
- Nevermore Acoustic (Vices and Virtues Music) - 2017
- Ready For a Good Time (Vices and Virtues Music) - 2022

### Samlingsalbum
- Demos & Rarities (2003-2007) (Thorny Bleeder Records) - 2020

### Musikvideor
- Get Through This - 2007
- Completely - 2007
- I Will Be There - 2008
- Die Trying - 2011
- Get Thru This - 2011
- Rise Up - 2015
- Torn Down - 2016
- All Or Nothing - 2017